# Memorial Társaság
A Memorial vagy Memorial Társaság (oroszul Мемориал vagy Обществo Мемориал [Memorial, Óbscsesztvo Memorial]) az egykori Szovjetunióban alapított, oroszországi központú jogvédő társadalmi szervezet. 2009-ben elnyerte a társaság első elnökéről elnevezett, az Európai Parlament által alapított Szaharov-díjat. 2021. december 28-án az orosz Legfelsőbb Bíróság elrendelte a szervezet felszámolását.
A szervezet 2022-ben megosztva Nobel-békedíjat kapott.

## Első évei
A szervezet az 1989 januárjában Moszkvában, több száz fő részvételével megtartott gyűlésen mondta ki megalakulását. Történeti és ismeretterjesztő társaságként jött létre, melynek célja volt a szovjet rendszerben politikai okokból meghurcolt, elítélt személyek támogatása, az áldozatok emlékének ápolása, a múltban elkövetett törvénytelenségek feltárása és nyilvánosságra hozása. A társaság első elnöke Andrej Dmitrijevics Szaharov lett. A Memorial kezdeményezésére és részvételével született meg 1991-ben a politikai okokból elítéltek rehabilitációját kimondó törvény, amely fontos lépés volt a történelmi igazságszolgáltatás folyamatában.
Moszkva egyik forgalmas terén, ahol korábban a szovjet belügyi szervek megalapítójának szobra állt, a Szoloveckij-szigetekről hozott és a Gulag táborrendszert jelképező követ helyeztek el.
1992-ben, a Szovjetunió felbomlása után a szervezet működési területét Oroszországon kívül néhány más utódállamra is kiterjesztették, tevékenységi körét pedig a demokratikus és emberi jogok védelmével egészítették ki.

## Fő tevékenységi formái, szervezetei
A szervezet rendszeres tényfeltáró, jogvédő, ismeretterjesztő, karitatív tevékenységet végez. Kutatja a Gulag, valamint a KGB és elődeinek sokáig titkolt, ma sem teljesen felderített történetét. Dokumentum-gyűjteményeket, tematikus könyvtárakat állít össze, könyveket ad ki, internetes portált üzemeltet a múlt törvénytelenségeinek részletes megismertetésére.
Oroszországban és az utódállamokban a társaság számos regionális szervezettel, sok helyi aktivistával rendelkezik. Saját nonprofit hírügynökséget működtet (Memo.ru), mely teljes körű, megbízható és elfogulatlan tájékoztatásra törekszik. Dokumentumokat gyűjt, elemez és publikál az emberi jogok megsértésének eseteiről, különösen az egykori szovjet államok konfliktus-övezeteiben, mint például az Észak-Kaukázus, jogsegélyt nyújt a menekülteknek és kényszerűségből áttelepülőknek. A Memorial jogvédő központjának vezetője Oleg Orlov. 
A szervezet munkáját a 21. század elején folyamatos veszély fenyegeti. 2007 novemberében Oleg Orlovot három újságíróval együtt Ingusföldön elrabolták, megverték, kivégzéssel fenyegették, végül szabadon engedték.
2008. novemberében a Memorial szentpétervári irodájában a rendőrség házkutatást tartott, és a hatóságok lefoglalták a szervezet ott tárolt digitális archívumát. Külföldi tiltakozások és a helyi kerületi bíróság határozata után, 2009 májusában a lefoglalt anyagot visszaadták.
2009 júliusában Natalja Esztyemirovát, a Memorial emberi jogi aktivistáját a csecsen fővárosban elrabolták, majd holttestét Ingusföldön találták meg. Esztyemirova az észak-kaukázusi területeken történt emberrablásokról, gyilkosságokról gyűjtött bizonyítékokat. Ő volt az első, aki megkapta a 2006-ban meggyilkolt újságírónő emlékére alapított Anna Politkovszkaja-díjat. Esztyemirova meggyilkolásáért Oleg Orlov Memorial-vezető Ramzan Kadirov csecsen elnököt tette felelőssé.

## A társaság betiltása
2021. december 28-án az orosz Legfelsőbb Bíróság elrendelte a szervezet felszámolását. 
A Memorial jogvédő szervezet 2014-ben, a nemzetközi Memorial pedig 2016-ban került fel az Oroszországban külföldi ügynökként nyilvántartott nonprofit szervezetek (NKO) listájára. 2021. szeptember végén a Memoriallal együtt már 70 szervezet szerepelt ezen a listán.
A főügyészség többek között a külföldi ügynökökről szóló törvény rendszeres megsértésének vádjával indított pert a társaság ellen és indítványozta annak felszámolását. A bíróság helyt adott az indítványnak, és az ítélet tartalmazza a társaság összes regionális szervezetének és egyéb intézményeinek megszüntetését is. A Memorial képviselője közölte, hogy fellebbezni kívánnak a felszámolási határozat ellen, és az Emberi Jogok Európai Bíróságához (EJEB) fordulnak.
Oleg Orlovot 2024-ben két és fél éves letöltendő börtönbüntetésre ítélték, amiért 2022 novemberében egy cikkében azt írta, hogy Oroszország Vlagyimir Putyin elnök alatt fasizmusba süllyedt.

## Kitüntetések
- 2004: az ENSZ Menekültügyi Főbiztossága (UNHCR) Nansen-díja
- 2005: a holland külügyminisztérium Max van der Stoel-díja
- 2009: az Európai Parlament Szaharov-díja
- 2022: Nobel-békedíj (megosztva)

A társaság tanácskozási joggal jelen van az Európa Tanácsban.